# Natalie Burton
Natalie Burton (23 de março de 1989) é uma basquetebolista profissional australiana.

## Carreira
Natalie Burton integrou a Seleção Australiana de Basquetebol Feminino, na Rio 2016, terminando na quinta posição.